# Biopsychologie
Die Biopsychologie oder Biologische Psychologie (englisch teilweise biopsychology, sonst behavioral neuroscience) ist ein Teilgebiet der Psychologie. Sie beschäftigt sich mit Zusammenhängen zwischen biologischen Mechanismen im Körper (neuronalen, hormonellen, biochemischen Prozessen) und dem Verhalten von Menschen und Tieren. Biopsychologische Forschung untersucht zum einen, wie biologische Strukturen und Vorgänge (beispielsweise des Gehirns, des kardiovaskulären, endokrinen und immunologischen Systems) sich auf Verhalten, Emotionen, Träume und Denken auswirken. Zum anderen, wie psychische Zustände und Vorgänge biologische Strukturen und Funktionen beeinflussen.
Thematisch überschneidet sich die Biopsychologie mit der Psychobiologie, die aus dem Blickwinkel der Biologie das Zusammenspiel von Gehirn und Verhalten erforscht. Der Ausdruck Psychobiologie wurde erstmals vom US-amerikanischen Psychologen Knight Dunlap in seinem Buch An Outline of Psychobiology (1914) in seinem modernen Sinne verwendet. Dunlap war zudem Gründer und Chefredakteur der Fachzeitschrift Psychobiology. In der Ankündigung dieser Zeitschrift schreibt Dunlap, dass die Zeitschrift Forschungsergebnisse veröffentlichen wird „... die die Verbindung von mentalen und physiologischen Funktionen betreffen“.

## Abgrenzung von Teilbereichen
Die Biopsychologie lässt sich in sechs Teilbereiche einteilen. Diese haben unterschiedliche Schwerpunkte und damit verbunden auch verschiedene Herangehensweisen. Allerdings lassen sich die Teilbereiche nicht vollkommen voneinander abgrenzen, da es oftmals zu Überschneidungen kommt.

### Physiologische Psychologie
Physiologische Psychologie ist der Titel des 1874 erschienenen Werks von Wilhelm Wundt (1832–1920), mit dem er Psychologie weltweit erstmalig nach methodischen Grundlagen der Naturwissenschaft zu betreiben versuchte und damit Experimentalpsychologie begründete.
Nach den Methoden der Physiologischen Psychologie steht die Untersuchung der neuronalen Mechanismen des Verhaltens im Vordergrund und damit insbesondere das Zentralnervensystem. Die Physiologische Psychologie ist stark grundlagenwissenschaftlich orientiert. Bei ihr steht der Anwendungsaspekt eher im Hintergrund, denn sie untersucht Phänomene insbesondere im Hinblick auf die Weiterentwicklung bereits bestehender Modelle oder um neue Theorien zu bilden. So wurde der Beitrag des Hippocampus an Gedächtnisleistungen untersucht, indem dieser bei Ratten chirurgisch entfernt und die Leistung der Ratten in verschiedenen Gedächtnisaufgaben untersucht wurde. Ein populäres Experiment führte der spanische Neurologe José Manuel Rodríguez Delgado in den 1960er Jahren mit einem Stier durch. Er konnte gezielt den Nucleus caudatus per Funk elektrisch reizen, sodass dieser immer, wenn er zum Angriff ansetzte, innehielt und stattdessen anfing, sich im Kreis zu drehen.
Manchmal wird die Physiologische Psychologie aber auch als direktes Synonym zur Biopsychologie benutzt. Die Biologische Psychologie und die Physiologische Psychologie haben sich nahezu parallel zu den übrigen Neurowissenschaften entwickelt und werden auch teilweise als Teilgebiete der Neurowissenschaften betrachtet.
Während die Biologische Psychologie die Zusammenhänge zwischen den biologischen Prozessen in allen Organen des Körpers und dem Verhalten erforscht, beschäftigt sich die Physiologische Psychologie interdisziplinär ausschließlich mit den Beziehungen zwischen Gehirn und Verhalten.

### Psychopharmakologie
Untersucht die Wirkung von Pharmaka und Drogen auf Gehirn und Verhalten. Dabei beruft man sich oft auch auf Methoden der Psychophysiologie sowie neuropsychologischer Testverfahren. Zum Beispiel wie durch Gabe von Pharmaka, die die Verfügbarkeit des Neurotransmitters Acetylcholin erhöhen, das Gedächtnis von Alzheimer-Patienten verbessert werden kann.

### Neuropsychologie
Untersucht psychische Effekte von Hirnschädigungen an menschlichen Patienten. Da hier aus ethischen Gründen keine Experimente durchgeführt werden können, untersucht man spezielle Einzelfälle.  Beispiele sind Henry Gustav Molaison (auch bekannt als H. M.) der an einer speziellen Erinnerungsschädigung litt oder Phineas Gage, dem bei einem Unfall eine Eisenstange durch seinen Schädel flog und dabei Läsionen im präfrontalen Kortex erlitt. Durch die Betrachtung von Verhaltensauffälligkeiten solcher Einzelfälle, die im Allgemeinen lokalisierbar sind, kann dann auf die Bedeutung des geschädigten Hirnareals geschlossen werden. Die Neuropsychologie ist stark anwendungsbezogen und versucht die Situation der Patienten stets zu verbessern, dafür werden viele Grundlagen der biopsychologischen Grundlagenforschung mit einbezogen.
Schon 1934 fanden englische Naturwissenschaftler heraus, dass blinde Affen dahingehend trainiert werden konnten, dass sie auf bestimmte Bilder mit Furcht reagierten. Erst in neuerer Zeit gelang es einem Menschen mit einem seltenen Krankheitsbild, sodass festgestellt wurde: Trotz zerstörter Sehrinde ist ein „unbewusstes Sehen“ möglich; obwohl die Person angab, nichts sehen zu können, konnte sie Gegenständen beim Herumlaufen in einem Raum ausweichen (siehe Rindenblindheit und Blindsehen).

### Psychophysiologie
Untersucht die Beziehung zwischen physiologischer Aktivität und psychischen Prozessen am Menschen. Der Fokus der Untersuchungen liegt dabei oft auf Stress, Emotionen, biologischen Rhythmen, Belastung am Arbeitsplatz und der Analyse kognitiver Prozesse. Die Psychophysiologie schließt auch Beobachtungen hirnelektrischer Vorgänge, die Aktivität des Herzkreislaufsystems, der Muskulatur und der Haut in ihre Beobachtungen mit ein. Zunehmend kommen auch immer weitere bildgebende Verfahren zum Einsatz. Die Psychophysiologie entstammt ursprünglich aus der medizinischen Diagnostik. Heute hat sie sich zur Aufgabe gemacht, Indikatoren zu liefern, die geeignet sind, um psychische Abläufe auf nicht verbalem Weg zu untersuchen. Man fand heraus, dass sogar bei Patienten, die nach einer Gehirnschädigung angaben, keine Gesichter mehr wahrnehmen zu können, vertraute Gesichter übliche Veränderungen in der Aktivität des autonomen Nervensystems hervorriefen.

### Kognitive Neurowissenschaft
Untersucht die neuronalen Mechanismen der menschlichen Kognition, hauptsächlich unter Verwendung funktionaler bildgebender Verfahren. Mit Hilfe dieser Verfahren können Veränderungen der Aktivität in verschiedenen Teilen des Gehirns sichtbar gemacht werden, während Probanden z. B. Gedächtnisaufgaben lösen.

### Vergleichende Psychologie
Untersucht die Evolution, Genetik und Adaptivität des Verhaltens verschiedener Spezies. Das können nahe Verwandte des Menschen (Primaten) oder andere Arten sein. So konnte z. B. gezeigt werden, dass Vogelarten, die Samenvorräte verstecken, relativ große Hippocampi haben, was anzeigt, dass der Hippocampus für das Ortsgedächtnis wichtig ist.

## Historische Entwicklung
Die Biologische Psychologie begann als Forschungsdisziplin im deutschen Sprachraum, wurde aber in den Jahren 1933–1945 dort fast völlig zerstört und konnte sich nur ungenügend erholen. Seit einigen Jahren ist das Ansehen der Biopsychologie jedoch wieder gestiegen, da man deren Wichtigkeit erkannt hat, zum Beispiel bei der Eindämmung von Suchtkrankheiten. Das Gesundheitswesen trägt sicherlich auch einen Teil dazu bei, dass sich die Biopsychologie in den letzten Jahren ausgeweitet hat, da es dort ein Umdenken gab. Davor war die Diagnostik in der Medizin größtenteils technisch-apparativ geprägt und wurde von einer primär pharmakologischen Therapie begleitet. Dies hatte zur Folge, dass die Kosten im Gesundheitswesen immer weiter gestiegen sind. Aber auch immer mehr Ärzte und Patienten wünschten sich ein ganzheitliches Konzept für Körper und Psyche bzw. Seele.
Bereits bei der Gründung der Psychologie als Wissenschaft spielten die physiologische und biologische Psychologie eine zentrale bisweilen prägende Rolle. Mit dem Lehrbuch Grundzüge der Physiologischen Psychologie von Wilhelm Wundt begann im Jahre 1874 die wissenschaftliche Psychologie. Während in der anglo-amerikanischen Psychologie etwa 20 Prozent der wissenschaftlichen Arbeiten aus dem Bereich der Neurowissenschaften von biologischen Psychologen publiziert werden, sieht dies in den deutschsprachigen Ländern, trotz einzelner hervorragender Forschungsgruppen, anders aus.
Während in den USA tausende Psychologen sich im Rahmen ihrer Forschungsarbeiten mit physiologischen bzw. biologisch psychologischen Fragestellungen beschäftigen, lässt sich die Zahl der Wissenschaftler, die sich in der Bundesrepublik Deutschland mit der biologischen Psychologie wissenschaftlich auseinandersetzen, auf ca. 100 bis 150 aktive Forscher beziffern.

## Methoden
Früher beruhten die meisten Erkenntnisse der Biopsychologie auf Beobachtungen, da es noch kein Werkzeug gab, um das menschliche lebende Gehirn zu erforschen. Jedoch ist man schon damals zu wichtigen Erkenntnissen gekommen, so zum Beispiel, dass die linke Gehirnhälfte für die rechte Körperhälfte zuständig ist und umgekehrt. In diesem Falle wurde beispielsweise beobachtet, dass, wenn das Gehirn auf der einen Seite verletzt wurde, die andere Körperhälfte Lähmungserscheinungen oder Taubheitsgefühle aufwies.
Heute sind Wissenschaftler in der Lage, einzelne "Botschaften" von Neuronen zu entschlüsseln und zu analysieren, indem sie das Gehirn chemisch, elektrisch oder magnetisch stimulieren und beobachten, was geschieht. In der biologischen Psychologie bedient man sich dafür an einer Fülle von Methoden. Einerseits werden Menschen behandelt, insgesamt stützt sich die Biopsychologie jedoch stark auf Tierversuche, diese sind ein nicht wegzudenkender Kernbestandteil des Fachgebietes. Da die deutsche Psychologie Tierversuchen eher ablehnend gegenübersteht, ist das mit ein Grund, warum das Fach in Deutschland auf wenige Institute beschränkt bleibt. Auch die immer größer werdende Verfügbarkeit an nicht-invasiven Untersuchungsmethoden – also Untersuchungsmethoden, mit denen man nicht in den Körper eindringt – führt dazu, dass es immer weniger Tierversuche gibt. Dies sind vorrangig Methoden für funktionelle und bildgebende Untersuchungen.
Zur Untersuchung des Aufbaus und der Funktionen des Nervensystems gibt es verschiedene mikroskopische Methoden, angefangen bei der Lichtmikroskopie, die jedoch nur Auflösungen bis maximal 0,25 μm ermöglicht. Die Elektronenmikroskopie kann im Gegensatz zur Lichtmikroskopie bereits eine viel höhere Auflösung gewährleisten, nämlich bis zu einer Vergrößerung von 0,3 nm. Damit lassen sich bereits synaptische Systeme, Membranstrukturen und Ionenkanäle sichtbar machen. Eine andere Möglichkeit ist die Fluoreszenzmikroskopie. Dabei werden dem zu betrachtenden Gewebe bestimmte Chemikalien zugeführt, die sich dann je nach Struktur an einzelne Moleküle der Nervenzelle binden. Diese Chemikalien strahlen ein Licht aus, das unter der Anstrahlung von ultraviolettem Licht sichtbar wird, sodass die entsprechenden Gewebe leuchten und sich so einzelne Gewebestrukturen sehr klar unterscheiden lassen. Eine weitere Möglichkeit ist die Zwei-Photonen-Mikroskopie. Sie macht es möglich, einzelne biochemische Abläufe in einer Zelle sichtbar zu machen, zum Beispiel Rezeptoren auf lebenden Zellen darzustellen.
Auch gibt es zahlreiche Färbemethoden, die das Mikroskopieren erleichtern. Sie werden verwendet, um die verschiedenen Elemente des Nervensystems voneinander abzugrenzen. Dabei wird sich zu Nutze gemacht, dass die unterschiedlichen Farbstoffe verschiedene Affinitäten zu bestimmten Teile der Zelle besitzen. Mit der Golgi-Färbung beispielsweise lässt sich eine Zelle durch das Anfärben mit ausgewählten Silbersalzen in ihrer Gesamtheit und den einzelnen Teilen sichtbar machen. Denn dies hat zum Vorteil, dass sich die Nervenzelle deutlich von ihrer Umgebung abhebt. Allerdings können mit dieser Methode nur wenige Nervenzellen gefärbt werden. Eine andere Färbemöglichkeit ist die Nissl-Färbung. Diese ist sehr vorteilhaft, wenn man den Durchmesser des Zellkörpers bestimmen will oder die Menge der Nervenzellen zählen möchte, da diese Färbung meistens nur den Zellkörper färbt.
Auch zur Sichtbarmachung von Dynamiken neurochemischer Prozesse in der Nervenzelle gibt es heute Möglichkeiten, nämlich mit der Autoradiographie.
Aus Sicht der Kognitiven Neurowissenschaft finden aber auch alle möglichen bildgebenden Verfahren Verwendung, insbesondere Magnetoenzephalographie (MEG), Elektroenzephalografie (EEG) und Funktionelle Magnetresonanztomographie (fMRT). Diese erlauben nichtinvasive Einblicke in kortikale und subkortikale Hirnbereiche und deren Arbeitsweise.
Damit ist die Biopsychologie eng an die Entwicklung neuer Forschungsmethoden und -technologien gebunden, wie z. B. der Trier Social Stress Test.